# Konstitutionelle Demokratische Sammlung
Die Konstitutionelle Demokratische Sammlung (arabisch التجمع الدستوري الديمقراطي, DMG at-Taǧammuʿ ad-Dustūrī ad-Dīmuqrāṭī, französisch Rassemblement constitutionnel démocratique, Abkürzung RCD) war eine 1920 als Destur-Partei gegründete politische Partei in Tunesien, die am 27. Februar 1988 diesen Namen annahm.
Parteivorsitzender war der ehemalige Staatspräsident Zine El Abidine Ben Ali. Sie hatte eine autoritäre Erscheinungsform und war weitgehend säkular eingestellt. Sie war bis zu ihrem Ausschluss am 17. Januar 2011 vollwertiges Mitglied der Sozialistischen Internationale.

## Geschichte und Politik
Die Konstitutionelle Demokratische Sammlung ging nach mehreren Abspaltungen aus zwei Parteien hervor: Der Neo-Destur-Partei – gegründet am 2. März 1934 von Habib Bourguiba – und der Sozialistischen Destur-Partei, die durch Vereinigung der Neo-Destur-Partei mit der 1920 gegründeten Destur-Partei 1964 diesen Namen erhielt. Unter diesen verschiedenen Namen war die Partei im Land seit der Unabhängigkeit von der französischen Kolonialmacht 1956 an der Macht.
Sie hatte von der Parlamentswahl 2009 bis zum Januar 2011, zum Zeitpunkt des Sturzes Ben Alis, 152 der 189 Sitze in der Abgeordnetenkammer inne. 37 Sitze waren der Opposition zugedacht. Die RCD stellte allein alle Angehörigen der zweiten Parlamentskammer, der Rätekammer (Chambre des conseillers); diese wurde 2005 eingeführt.
Am 6. Februar 2011 kündigte das Innenministerium der Übergangsregierung Tunesiens die Auflösung der Partei an. Diese wurde per Gerichtsbeschluss am 9. März durchgeführt.